# Festa do Senhor dos Passos
A Festa do Senhor dos Passos é uma manifestação religiosa católica e cultural, tradicional da cidade de Lençóis, no estado brasileiro da Bahia. Ocorre anualmente do dia 23 de janeiro a 3 de fevereiro, em homenagem ao Senhor Bom Jesus dos Passos, padroeiro dos garimpeiros da região da Chapada Diamantina. A festa é patrimônio cultural imaterial estadual, em tombamento especial provisório pelo Instituto do Patrimônio Artístico e Cultural (IPAC), na data de 01 de fevereiro de 2018. e se encontra em processo de registro como Patrimônio Cultural Nacional, pelo Instituto do Patrimônio Histórico e Artístico Nacional (IPHAN).
As festividades são organizadas pela Paróquia Nossa Senhora da Conceição, a Sociedade União dos Mineiros (SUM), que preside o evento e a prefeitura municipal.

## História
As celebrações em homenagem ao Senhor Bom Jesus dos Passos tem seu início no dia 2 de fevereiro de 1852, com a chegada da imagem de Jesus Cristo carregando a cruz, vinda de Portugal, que foi conduzida por garimpeiros do porto do Rio Santo Antônio até a cidade de Lençóis.
Em 1927, as celebrações passam a ser organizadas pela Sociedade União dos Mineiros (SUM).
Na década de 1970, foi criado o grupo das baianas e incorporado nas festividades a lavagem das escadas da Igreja de Nosso Senhor dos Passos.
No ano de 2018, o Instituto do Patrimônio Artístico e Cultural (IPAC), em parceria com a Sociedade União dos Mineiros (SUM), restauraram o andor e a imagem do Senhor Bom Jesus dos Passos para os festejos do ano de 2019.
No ano de 2021, se deu início ao processo de registro da Festa do Senhor dos Passos como Patrimônio Cultural Nacional, pelo Instituto do Patrimônio Histórico e Artístico Nacional (IPHAN). As festividades deste ano tiveram que ser alteradas e ter redução de participantes para evitar aglomerações devido a pandemia do Covid-19. Do dia 24 de janeiro ao dia 1 de fevereiro, houve o novenário, transmitido pela internet. E no dia 2 de fevereiro, além da missa transmitida pela internet, houve uma carreata pelas ruas da cidade, carregando o estandarte da Imagem de Senhor dos Passos.

## Festividades

### 23 de janeiro
Às cinco horas da manhã, ocorre a alvorada com fogos de artifícios e badaladas dos sinos da igreja. Em seguida, inicia-se o cortejo das baianas com a Filarmônica Lyra Popular de Lençóis tocando. Após o cortejo, as baianas lavam as escadarias da Igreja de Nosso Senhor dos Passos com água de cheiro e flores. À noite, inicia-se as novenas, com o primeiro dia de novena sendo dedicado às crianças e último dia de novena, dedicado aos garimpeiros.

### 31 de janeiro
À noite, os membros da Sociedade União dos Mineiros (SUM) decoram o adro da Igreja de Nosso Senhor dos Passos e as ruas que fazem parte do percurso da procissão.

### 2 de fevereiro
Pela manhã, em frente a Igreja de Senhor dos Passos é realizada uma missa campal. Entre às dezesseis e dezessete horas da tarde, ocorre a procissão pelas ruas de Lençóis, onde dez homens carregam, sobre um andor, a imagem do Senhor dos Passos, e com a Filarmônica Lyra Popular de Lençóis, usando o traje de gala, tocam músicas diversas, em especial o Hino do Senhor dos Passos, que é tocada na descida da imagem do Senhor dos Passos pelas escadarias da igreja e durante o percurso da procissão. A procissão é seguida por devotos e grupos de cultura popular.

### 3 de fevereiro
Membros e convidados da Sociedade União dos Mineiros (SUM) participam de uma benção em sufrágio da alma dos garimpeiros falecidos.

## Hino do Senhor dos Passos
Composição de Celso Cunha e Pedro Martins, no ano de 1954.
"Senhor Bom Jesus dos Passos
Galgue montanhas, espaços…
O louvor de todos nós;
São diamantes lapidados
Os corações devotados
Dos mineiros de Lençóis.
Ofertemos, mineiros das Lavras
Diamantinas, ao bom Redentor,
Os cristais mais brilhantes, seletos
De nossa alma – garimpo de amor…
Esta Cruz que vos pesa nos ombros
Suportá-la quiséramos nós;
-Indulgência às rebeldes ofensas
Que nos deixam distantes de Vós.
Garimpeiros, humildes, juremos
Com firmeza, perante este altar;
Querer bem a Jesus e patrono,
Sua lei com fervor praticar.
Bom Jesus vossos passos sagrados
Estão vivos impressos no chão,
Permiti, nos aponte o caminho
Onde há paz infinita e perdão."